# James Tracy
James "JJ" Tracy (Ann Arbor, 10 luglio 2002) è un tennista statunitense.
Specialista del doppio, ha vinto un torneo dell'ATP Tour al Los Cabos Open 2025 in coppia con Robert Cash. Al suo esordio nel circuito maggiore aveva perso assieme a Cash la finale al torneo ATP 250 sull'erba Hall of Fame Open 2024. Ha disputato altre finali nell'ATP Challenger Tour vincendo diversi titoli e ha raggiunto il 57º posto del ranking ATP nell'agosto 2025. Ha giocato per la prima volta un torneo del Grande Slam agli US Open 2024 e ha raggiunto il secondo turno.

## Statistiche
Aggiornate al 18 agosto 2025.

### Doppio

#### Vittorie (1)
| Legenda              |
| -------------------- |
| Grand Slam (0)       |
| ATP Finals (0)       |
| ATP Masters 1000 (0) |
| ATP Tour 500 (0)     |
| ATP Tour 250 (1)     |

| N. | Data           | Torneo                       | Superficie | Compagno    | Avversari in finale              | Punteggio   |
| 1. | 19 luglio 2025 | Los Cabos Open, Cabo del Mar | Cemento    | Robert Cash | Blake Bayldon Tristan Schoolkate | 7-6(4), 6-4 |

#### Finali perse (1)
| Legenda              |
| -------------------- |
| Grand Slam (0)       |
| ATP Finals (0)       |
| ATP Masters 1000 (0) |
| ATP Tour 500 (0)     |
| ATP Tour 250 (1)     |

| N. | Data           | Torneo                     | Superficie | Compagno    | Avversari in finale         | Punteggio |
| 1. | 21 luglio 2024 | Hall of Fame Open, Newport | Erba       | Robert Cash | André Göransson Sem Verbeek | 3-6, 4-6  |

### Tornei Challenger

#### Doppio

##### Vittorie (7)
| N. | Data          | Torneo                                                | Superficie  | Compagno    | Avversari in finale                        | Punteggio           |
| 1. | Agosto 2024   | Lincoln Challenger, Lincoln                           | Cemento     | Robert Cash | Ariel Behar Luke Johnson                   | 7-6(6), 6-3         |
| 2. | Novembre 2024 | Charlottesville Men's Pro Challenger, Charlottesville | Cemento     | Robert Cash | Chris Rodesch William Woodall              | 4-6, 7-6(7), [10-7] |
| 3. | Novembre 2024 | Challenger de Drummondville, Drummondville            | Cemento     | Robert Cash | Liam Draxl Cleeve Harper                   | 6-2, 6-4            |
| 4. | Febbraio 2025 | Cleveland Open, Cleveland                             | Cemento     | Robert Cash | Juan Carlos Aguilar Filip Pieczonka        | 7-6(4), 6-1         |
| 5. | Aprile 2025   | Sarasota Open, Sarasota                               | Terra verde | Robert Cash | Federico Agustin Gomez Luis David Martínez | 6-4, 7-6(3)         |
| 6. | Maggio 2025   | Open du Pays d'Aix, Aix-en-Provence                   | Terra rossa | Robert Cash | Théo Arribagé Hugo Nys                     | 7-5, 7-6(5)         |
| 7. | Luglio 2025   | Hall of Fame Open, Newport                            | Erba        | Robert Cash | Hans Hach Verdugo Cristian Rodríguez       | 7-6(3), 6-3         |